# Puerto Rico op de Olympische Zomerspelen 1968
Puerto Rico nam deel aan de Olympische Zomerspelen 1968 in Mexico-Stad, Mexico. Voor de vijfde keer op rij werd geen medaille gewonnen.

## Deelnemers en resultaten

### Atletiek
| Olympiër                                                        | Discipline             | Resultaat | Prestatie                                           |
| --------------------------------------------------------------- | ---------------------- | --------- | --------------------------------------------------- |
| Jorge Vizcarondo                                                | 100m (m)               | 53e       | serie 2: 7de in 10,71                               |
| Juan Franceschi                                                 | 200m (m)               | DNF       | serie 6: niet gefinisht                             |
| Carlos Baez                                                     | 800m (m)               | 34e       | serie 6: 8ste in 1.52,6                             |
| Willie Rios                                                     | 1500m (m)              | 48e       | serie 4: 10de in 4.14,47                            |
| Arnaldo Bristol                                                 | 110m horden (m)        | 15e       | serie 2: 3de in 13,92 halve finale 2: 8ste in 14,13 |
| Arnaldo Bristol Juan Franceschi Kike Montalvo Jorge Vizcarrondo | 4x100m (m)             | DNS       | niet gestart                                        |
| Hector Serrate                                                  | hink-stap-springen (m) | 33e       | kwalificatie groep B: 18de met 15,09m               |

### Basketbal
| Olympiër | Discipline | Resultaat | Prestatie |
| --- | ---------- | --------- | --- |
| Adolfo Porrata Alberto Zamot Ángel Cancel Francisco Córdova Jaime Frontera Mariano Ortiz Raymond Dalmau Rubén Adorno Teo Cruz Tomás Gutiérrez Bill McCadney Joe Hattono | mannen     | 9e        | groep A: 5de W van Senegal: 69-26 V van Joegoslavië: 72-93 V van Italië: 65-68 V van Spanje: 62-86 W van Filipijnen: 89-65 W van Panama: 80-69 V van Verenigde Staten: 56-61 9-12de plek: W van Cuba: 71-65 9-10de plek: W van Bulgarije: 67-57 |

| Groep A |                  |             |             |             |        |        |        |        |
| #       | Land             | Wedstrijden | Wedstrijden | Wedstrijden | Punten | Punten | Punten | Punten |
| #       | Land             | G           | W           | V           | V      | T      | Saldo  | Punten |
| 1       | Verenigde Staten | 7           | 7           | 0           | 599    | 392    | +207   | 14     |
| 2       | Joegoslavië      | 7           | 6           | 1           | 592    | 511    | +81    | 13     |
| 3       | Italië           | 7           | 5           | 2           | 562    | 539    | +23    | 12     |
| 4       | Spanje           | 7           | 4           | 3           | 557    | 548    | +9     | 11     |
| 5       | Puerto Rico      | 7           | 3           | 4           | 493    | 468    | +25    | 10     |
| 6       | Panama           | 7           | 2           | 5           | 572    | 624    | -52    | 9      |
| 7       | Filipijnen       | 7           | 1           | 6           | 525    | 636    | -111   | 8      |
| 8       | Zweden           | 7           | 0           | 7           | 383    | 565    | -182   | 7      |

| Ronde       | Datum       | Plaats           | Land  | Score       | Land |
| ----------- | ----------- | ---------------- | ----- | ----------- | ---- |
| Groepsfase  |             |                  |       |             |      |
| 13 oktober  | Mexico-Stad | Puerto Rico      | 69-26 | Senegal     |      |
| 14 oktober  | Mexico-Stad | Puerto Rico      | 72-93 | Joegoslavië |      |
| 15 oktober  | Mexico-Stad | Puerto Rico      | 65-68 | Italië      |      |
| 16 oktober  | Mexico-Stad | Spanje           | 86-62 | Puerto Rico |      |
| 18 oktober  | Mexico-Stad | Filipijnen       | 65-89 | Puerto Rico |      |
| 19 oktober  | Mexico-Stad | Panama           | 69-80 | Puerto Rico |      |
| 20 oktober  | Mexico-Stad | Verenigde Staten | 61-56 | Puerto Rico |      |
| 9-12de plek |             |                  |       |             |      |
| 23 oktober  | Mexico-Stad | Puerto Rico      | 71-65 | Cuba        |      |
| 9-10de plek |             |                  |       |             |      |
| 24 oktober  | Mexico-Stad | Puerto Rico      | 67-57 | Bulgarije   |      |

### Boksen
| Olympiër          | Discipline  | Resultaat | Prestatie                                                       |
| ----------------- | ----------- | --------- | --------------------------------------------------------------- |
| Heriberto Cintrón | -51kg (m)   | DNS       | 1ste ronde: V van POL Olech: gediskwalificeerd                  |
| Andrés Torres     | -54kg (m)   | 17e       | 1ste ronde: vrij 2de ronde: V van ITA Mura: 0-5                 |
| Reinaldo Mercado  | -57kg (m)   | 17e       | 1ste ronde: V van YUG Pajkovic: 0-5                             |
| Eugenio Febus     | -60kg (m)   | 33e       | 1ste ronde: V van SUD Sheed: 0-5                                |
| Adalberto Siebens | -63,5kg (m) | 32e       | 1ste ronde: V van TUN Galhia: 0-5                               |
| Saulo Hernández   | -75kg (m)   | 16e       | 1ste ronde: V van CUB Marrero: gediskwalificeerd                |
| Jorge Clemente    | -81kg (m)   | 9e        | 1ste ronde: vrij 2de ronde: V van POL Dragan: gediskwalificeerd |

### Gewichtheffen
| Olympiër             | Discipline  | Resultaat | Prestatie                                                                                |
| -------------------- | ----------- | --------- | ---------------------------------------------------------------------------------------- |
| Fernando Báez        | -56kg (m)   | 6e        | duwen: 2de met 120kg trekken: 9de met 92,5kg stoten: 5de met 132,5kg totaal: 345kg       |
| Enrique Hernández    | -60kg (m)   | 13e       | duwen: 8ste met 115kg trekken: 13de met 100kg stoten: 16de met 130kg totaal: 345kg       |
| Pedro Serrano        | -60kg (m)   | 17e       | duwen: 18de met 97,5kg trekken: 17de met 97,5kg stoten: 17de met 127,5kg totaal: 322,5kg |
| José Manuel Figueroa | -82,5kg (m) | 20e       | duwen: 11de met 137,5kg trekken: 17de met 120kg stoten: 20ste met 152,5kg totaal: 410kg  |
| Víctor Ángel Pagán   | -82,5kg (m) | 9e        | duwen: 6de met 145kg trekken: 9de met 130kg stoten: 15de met 160kg totaal: 435kg         |
| Fernando Torres      | -90kg (m)   | 22e       | duwen: 19de met 135kg trekken: 23ste met 115kg stoten: 21ste met 155kg totaal: 405kg     |

### Schermen
| Olympiër   | Discipline | Resultaat | Prestatie |
| ---------- | ---------- | --------- | --- |
| José Pérez | degen (m)  | 72e       | 1ste ronde groep 4: 7de V van HUN Fenyvesi V van MEX Pérez V van ROU Haukler V van AUS Hobby V van ITA Paolucci V van POR da Silva |
| José Pérez | floret (m) | 61e       | 1ste ronde groep 3: 6de V van URS Sveshnikov V van CAN Wiedel V van RAU Soheim V van URU Varela V van POL Woyda                    |

### Schietsport
| Olympiër          | Discipline          | Resultaat | Prestatie                        |
| ----------------- | ------------------- | --------- | -------------------------------- |
| Ralph Rodríguez   | 50m geweer liggend  | 47e       | 588 punten: (98-99-99-97-99-96)  |
| Alberto Santiago  | 50m geweer liggend  | 70e       | 582 punten: (95-94-97-97-100-99) |
| Miguel Barasorda  | 50m pistool         | 69e       | 481 punten: (70-82-77-87-82-83)  |
| José González     | 50m pistool         | 63e       | 511 punten: (88-84-85-83-86-85)  |
| Fernando Miranda  | 25m snelvuurpistool | 50e       | 558 punten: (281-277)            |
| Rafael Batista    | skeet               | 27e       | 187 punten:                      |
| Alberto Guerrero  | skeet               | 45e       | 174 punten                       |
| Angel Marchand    | trap                | 53e       | 156 punten:                      |
| George Silvernail | trap                | 31e       | 188 punten                       |

### Schoonspringen
| Olympiër       | Discipline    | Resultaat | Prestatie                         |
| -------------- | ------------- | --------- | --------------------------------- |
| Jerry Anderson | 3m plank (m)  | 27e       | voorronde: 27ste met 68,83 punten |
| Héctor Bas     | 3m plank (m)  | 28e       | voorronde: 28ste met 62,43 punten |
| Jerry Anderson | 10m toren (m) | 34e       | voorronde: 34ste met 65,14 punten |
| Héctor Bas     | 10m toren (m) | 35e       | voorronde: 35ste met 47,97 punten |

### Wielersport
| Olympiër     | Discipline                    | Resultaat | Prestatie                                        |
| Baan         | Baan                          | Baan      | Baan                                             |
| ------------ | ----------------------------- | --------- | ------------------------------------------------ |
| Edwin Torres | tijdrit (m)                   | 20e       | 1.07,65                                          |
| Edwin Torres | sprint (m)                    | 20e       | 1ste ronde: 3de herkansingen: V van ARG Roqueiro |
| Edwin Torres | individuele achtervolging (m) | DNS       |                                                  |

### Zeilen
| Olympiër                                | Discipline      | Resultaat | Prestatie                           |
| --------------------------------------- | --------------- | --------- | ----------------------------------- |
| Gary Hoyt                               | finn klasse     | 10e       | 91,7 punten: (21-19-2-13-6-13-8)    |
| Juan Torruella Radamés Torruella        | flying dutchman | 28e       | 91,7 punten: (23-20-27-28-27-26-27) |
| Lee Gentil James Fairbank Hovey Freeman | 5,5m klasse     | 14e       | 91,7 punten: (12-13-14-13-14-13-13) |

### Zwemmen
| Olympiër                                                   | Discipline            | Resultaat | Prestatie                                            |
| ---------------------------------------------------------- | --------------------- | --------- | ---------------------------------------------------- |
| José Ferriouli                                             | 100m vrije slag (m)   | 26e       | serie 8: 5de in 56,1                                 |
| Gary Goodner                                               | 100m vrije slag (m)   | 21e       | serie 3: 3de in 55,7 halve finale 1: 6de in 55,8     |
| Michael Goodner                                            | 100m vrije slag (m)   | 48e       | serie 5: 7de in 58,2                                 |
| José Ferriouli                                             | 200m vrije slag (m)   | DNF       | serie 8: niet gestart                                |
| Jorge González                                             | 200m vrije slag (m)   | 40e       | serie 7: 4de in 2.09,1                               |
| Gary Goodner                                               | 200m vrije slag (m)   | 35e       | serie 1: 5de in 2.06,6                               |
| Jorge González                                             | 400m vrije slag (m)   | 28e       | serie 6: 5de in 4.38,1                               |
| Michael Goodner                                            | 400m vrije slag (m)   | 33e       | serie 1: 6de in 5.00,2                               |
| Jorge González                                             | 1500m vrije slag (m)  | 20e       | serie 4: 5de in 19.06,0                              |
| Gary Goodner                                               | 100m rugslag (m)      | 29e       | serie 3: 6de in 1.06,3                               |
| Francisco Ramis                                            | 100m rugslag (m)      | 32e       | serie 5: 6de in 1.07,2                               |
| Francisco Ramis                                            | 200m rugslag (m)      | 27e       | serie 3: 8ste in 2.30,4                              |
| José Ferriouli                                             | 100m vlinderslag (m)  | 21e       | serie 5: 3de in 1.00,6 halve finale 1: 7de in 1.00,9 |
| Gary Goodner                                               | 100m vlinderslag (m)  | 17e       | serie 2: 2de in 1.00,3 halve finale 3: 6de in 1.00,1 |
| José Ferriouli                                             | 200m vlinderslag (m)  | 26e       | serie 4: 7de in 2.23,4                               |
| José Ferriouli                                             | 200m wisselslag (m)   | 36e       | serie 5: 3de in 1.00,6 halve finale 1: 7de in 1.00,9 |
| Francisco Ramis                                            | 200m wisselslag (m)   | DNS       | serie 6: niet gestart                                |
| Francisco Ramis                                            | 400m wisselslag (m)   | 32e       | serie 4: 7de in 5.30,9                               |
| Jorge González Michael Goodner Gary Goodner José Ferriouli | 4x100m vrije slag (m) | 13e       | serie 2: 7de in 3.47,0                               |
| José Ferriouli Gary Goodner Michael Goodner Jorge González | 4x200m vrije slag (m) | 14e       | serie 1: 6de in 8.40,2                               |
| Francisco Ramis Gary Goodner José Ferriouli Jorge González | 4x100m wisselslag (m) | 18e       | serie 2: 7de in 4.27,6                               |
|                                                            |                       |           |                                                      |
| Lorna Blake                                                | 100m vrije slag (v)   | 57e       | serie 4: 8ste in 1.13,2                              |
| Ana Marcial                                                | 100m vrije slag (v)   | 55e       | serie 5: 8ste in 1.10,1                              |
| Kristina Moir                                              | 100m vrije slag (v)   | 50e       | serie 8: 8ste in 1.07,9                              |
| Lorna Blake                                                | 200m vrije slag (v)   | 39e       | serie 2: 8ste in 2.43,8                              |
| Ana Marcial                                                | 200m vrije slag (v)   | DNS       | serie 5: niet gestart                                |
| Kristina Moir                                              | 200m vrije slag (v)   | 23e       | serie 2: 5de in 2.23,1                               |
| Lorna Blake                                                | 400m vrije slag (v)   | 30e       | serie 3: 6de in 5.54,7                               |
| Ana Marcial                                                | 400m vrije slag (v)   | DNS       | serie 5: niet gestart                                |
| Kristina Moir                                              | 400m vrije slag (v)   | 13e       | serie 4: 3de in 4.57,7                               |
| Lorna Blake                                                | 800m vrije slag (v)   | DnS       | serie 2: niet gestart                                |
| Ana Marcial                                                | 800m vrije slag (v)   | DNS       | serie 5: niet gestart                                |
| Kristina Moir                                              | 800m vrije slag (v)   | 18e       | serie 1: 4de in 10.24,5                              |
| Liana Vicens                                               | 100m schoolslag (v)   | 29e       | serie 1: 7de in 1.25,2                               |
| Liana Vicens                                               | 200m schoolslag (v)   | 31e       | serie 5: 7de in 3.16,2                               |
| Ana Marcial                                                | 100m vlinderslag (v)  | 28e       | serie 4: 6de in 1.17,1                               |
| Kristina Moir                                              | 100m vlinderslag (v)  | DNS       | serie 5: niet gestart                                |
| Ana Marcial                                                | 200m vlinderslag (v)  | DNS       | serie 1: niet gestart                                |
| Kristina Moir                                              | 200m vlinderslag (v)  | 20e       | serie 4: 6de in 2.51,1                               |
| Ana Marcial                                                | 200m wisselslag (v)   | DNS       | serie 5: niet gestart                                |
| Kristina Moir                                              | 200m wisselslag (v)   | 27e       | serie 5: 5de in 2.42,8                               |
| Liana Vicens                                               | 200m wisselslag (v)   | 39e       | serie 1: 6de in 2.57,0                               |
| Kristina Moir                                              | 400m wisselslag (v)   | DNS       | serie 1: niet gestart                                |
| Ana Marcial Kristina Moir Liana Vicens Lorna Blake         | 4x100m wisselslag (m) | 15e       | serie 2: 7de in 5.18,2                               |

Afghanistan · Algerije · Amerikaanse Maagdeneilanden · Argentinië · Australië · Bahama's · Barbados · België · Bermuda · Birma · Bolivia · Bondsrepubliek Duitsland · Brazilië · Brits-Honduras · Bulgarije · Canada · Centraal-Afrikaanse Republiek · Ceylon · Chili · Colombia · Congo-Kinshasa · Costa Rica · Cuba · Denemarken · Dominicaanse Republiek · Duitse Democratische Republiek · Ecuador · El Salvador · Ethiopië · Fiji · Filipijnen · Finland · Frankrijk · Ghana · Griekenland · Groot-Brittannië · Guatemala · Guinee · Guyana · Honduras · Hongarije · Hongkong · Ierland · IJsland · India · Indonesië · Irak · Iran · Israël · Italië · Ivoorkust · Jamaica · Japan · Joegoslavië · Kameroen · Kenia · Koeweit · Libanon · Libië · Liechtenstein · Luxemburg · Madagaskar · Maleisië · Mali · Malta · Marokko · Mexico · Monaco · Mongolië · Nederland · Nederlandse Antillen · Nicaragua · Nieuw-Zeeland · Niger · Nigeria · Noorwegen · Oeganda · Oostenrijk · Pakistan · Panama · Paraguay · Peru · Polen · Portugal · Puerto Rico · Roemenië · San Marino · Senegal · Sierra Leone · Singapore · Soedan · Sovjet-Unie · Spanje · Suriname · Syrië · Taiwan · Tanzania · Thailand · Trinidad en Tobago · Tunesië · Turkije · Tsjaad · Tsjecho-Slowakije · Uruguay · Venezuela · Verenigde Arabische Republiek · Verenigde Staten · Vietnam · Zambia · Zuid-Korea · Zweden · Zwitserland